# 洪应明
洪应明（1593年—1665年），字自诚，号还初道人，籍贯不详，明朝学者、思想家。

## 生平
其早年热衷仕途，題書齋名為「述」。与袁了凡、冯梦桢、于孔兼相交往。 
生平线索主要来源于所著《仙佛奇踪》所涉及的材料。《四库全书总目·子部·小说类存目二》：“《仙佛奇踪》，四卷，明洪应明撰。应明字自诚，号还初道人，其里贯未详，是编成于万历壬寅。”该书《喜咏轩丛书》本卷首收有明人袁黄的《仙引》和冯梦桢的《佛引》。《仙引》日：“洪生自诚氏，新都弟子也。”《佛引》日：“洪生自诚氏，幼慕纷华，晚栖禅寂。”作者在书中自记日：“万历壬寅季冬朔，还初道人洪应明书于秦淮小邸。”综此可知，洪应明字自诚，号还初道人，四川新都人（一说“新都弟子”，非指其里贯，乃其师从祖籍新都的杨慎之谓）。

## 著作
著《仙佛奇踪》一書，《續道藏》收錄時分為《逍遙墟經》二卷、《長生詮經》一卷、《無生訣經》一卷。
- 《菜根谭》
- 《仙佛奇踪》

## 延伸閱讀
[在维基数据编辑]
 在维基文库阅读此作者作品（ 在维基共享资源阅览影像）